# Chetreni, Bacău
Chetreni este un sat în comuna Motoșeni din județul Bacău, Moldova, România.